# Cooperativa Architetti e Ingegneri
La Cooperativa Architetti e Ingegneri (CAIRE) è una società cooperativa di professionisti che opera nel campo dell'urbanistica, dell'architettura e dell'ingegneria civile, fondata nel 1947 a Reggio Emilia.
È stata la prima cooperativa formata da professionisti, unica in Italia fino al 1970. Essa pur essendo stata oggetto di varie vicende che ne hanno modificato la denominazione e la sede, esiste e opera tuttora nel campo dell'architettura e dell'ingegneria a livello nazionale e internazionale.

## Storia

### I primi anni
Nel novembre 1947, su iniziativa di un gruppo di giovani studenti in architettura e ingegneria di Reggio Emilia, nasce lo “Studio cooperativo di costruzioni civili”, destinato ad assumere, nel 1952, la denominazione, immutata fino ad oggi: “Cooperativa Architetti e Ingegneri”.
La Cooperativa nacque nel clima di rinnovamento dell'immediato dopoguerra. Testimone di questo clima, fra gli altri, Gabriele Mucchi che in una sua intervista a Guido Zucconi del periodico Domus incluse i soci fondatori della cooperativa dei primi anni (definiti:"giovani del collettivo di Reggio Emilia") in un movimento di architetti «realisti» o «razionalisti-non-formalisti».
Sono gli stessi soci fondatori a illustrare con maggior dettaglio il clima socioculturale, le motivazioni e le intenzioni che portarono il "collettivo"  a scegliere quella inedita forma cooperativa per la loro società. In particolare come società in due pubblicazioni e in forma di ricordi personali in diverse interviste e interventi di Franco Valli, presidente della Cooperativa dal 1952 al 1982.

#### Clima socioculturale di Reggio Emilia
Favorirono l'associazione dei giovani professionisti in forma cooperativa, proprio a Reggio Emilia e non altrove, questi fattori peculiari
- la lunga tradizione di democrazia diretta e di associazionismo nel campo del lavoro che risaliva a prima del regime fascista e che in questa provincia aveva dato luogo alle prime e più significative esperienze del movimento cooperativo;
- la diffusa opposizione a ogni vincolo antidemocratico e una propensione all'apertura agli stimoli culturali provenienti dall'estero che si erano consolidate durante la guerra;
- le piccole dimensioni della città che facilitavano i rapporti fra i giovani per studio, associazionismo o sport.

#### Origini, orientamenti, motivazioni e intenzioni
Non vi era un orientamento ideologico comune vuoi di origine familiare, vuoi di personale convincimento, né una comune appartenenza di classe sociale fra i futuri componenti della cooperativa, provenienti o appartenenti a tradizioni cattoliche, socialiste e liberali e sia ai ceti popolari che borghesi. Li accomunava invece un'opposizione al regime che si manifestava nei singoli con diversi gradi di impegno, dalla personale insofferenza, fino all'adesione militante alla resistenza, nonché l'essere stati tutti coinvolti in vario grado dalle vicende della guerra.
Nelle testimonianze di Franco Valli emerge con chiarezza il maturare, nel confronto e nella discussione fra i protagonisti, di un atteggiamento comune che include alcuni capisaldi:
- un grande entusiasmo;
- una fiducia (definita "ingenua") nella possibilità di cambiare il mondo grazie alla libertà raggiunta e per mezzo dell'attività che avevano scelto;
- la convinzione della funzione sociale della professione;
- la volontà di mettere da parte gli egoismi e i protagonismi individuali in favore di un lavoro di gruppo, capace di dare più sicurezza al singolo e più forza al "collettivo", nei rapporti con la committenza.

#### Prodromi: gli anni del Politecnico, l'attitudine critica, le esperienze formative e i maestri
Il clima politico studentesco a Milano in quegli anni dell'immediato dopoguerra era piuttosto turbolento come si evince dalle parole dei protagonisti e non dovette essere ininfluente sulla formazione e sulla coesione del gruppo, agendo probabilmente come collante, la necessità di coalizione di questi studenti genericamente e spesso impropriamente qualificati come "rossi" in base alla loro provenienza emiliana, in contrapposizione in particolare agli studenti provenienti dall'Istria a seguito della occupazione jugoslava, che erano definiti "fascisti" in modo altrettanto generico ed improprio.
Un altro fattore di coesione e di impegno comune fu certamente la campagna per la repubblica in preparazione del Referendum per l'abrogazione della monarchia in Italia del 1946 che vide impegnati tutti i componenti del gruppo.
Relativamente alle figure di importanti architetti che ebbero rilevante influenza sul futuro "collettivo" si ricordano l’architetto Enea Manfredini, che Eugenio Salvarani conosceva e frequentava fin dagli anni universitari e che con lui aveva avuto contatti con l’architetto Franco Albini che era stato incaricato della redazione del Piano Regolatore Generale di Reggio Emilia.
Prima ancora della fondazione dello Studio cooperativo di costruzioni civili, tra gli studenti reggiani del Politecnico di Milano, nel corso della redazione di alcune ricerche e studi poi presentati alla VIII Triennale, ci fu la formazione di un abbozzo di associazione, che per certi versi e indirizzi prefigurava la futura cooperativa, richiedendo per l'adesione l'impegno all'anonimato e all'adozione di un nome collettivo. Comune a questi studenti era un atteggiamento critico verso i contenuti dell'insegnamento universitario più accademici e svincolati dai problemi sociali e immediati della popolazione italiana del dopoguerra. 
Furono in particolare Osvaldo Piacentini, da poco passato dalla facoltà di ingegneria a quella di architettura, destinato ad assumere negli anni successivi un ruolo carismatico nella Cooperativa Architetti e Ingegneri di Reggio Emilia e nell'urbanistica italiana del dopoguerra, ed Eugenio Salvarani, a presentare in quella cornice una relazione sul problema delle abitazioni a Reggio Emilia che è di grande interesse per capire le loro scelte successive di professionisti "impegnati".
Essi (in particolare Osvaldo Piacentini,  Ligabue, Salvarani e Pastorini)  trovarono ispirazione e stimolo alla maturazione di queste idee nella collaborazione con Franco Marescotti per la redazione di alcune sezioni del libro: Il problema sociale, costruttivo ed economico dell’abitazione. Questa esperienza, fondata sull'analisi minuziosa e aggiornata oltreché estesa all'ambito internazionale delle tipologie residenziali a scala sia di quartiere che di edificio e dei singoli ambienti, fu trasferita all'intero gruppo, sul quale ebbe notevole influenza. Maturò così nei futuri professionisti la consapevolezza che l'attività che avevano scelto di intraprendere richiedeva collaborazioni e specializzazioni poco compatibili con un'attività solo individuale.
Una volta scelta la forma di società cooperativa, non fu semplice convincere della opportunità di fondare un'inedita cooperativa tutta di tecnici il Movimento Cooperativo di cui ad esempio un rappresentante importante, Arturo Bellelli, nel 1947 era contrario. L’onorevole Ivano Curti, senatore, presidente del C.C.P.L. (Consorzio Cooperativo di Produzione e Lavoro) di Reggio Emilia e futuro presidente della “Associazione Nazionale delle Cooperative di Produzione e Lavoro” fu invece un sostenitore della prima ora dell'idea e divenne figura politica di riferimento per il gruppo al punto che venne da essi considerato uno dei "padri" della cooperativa.

### Il "periodo eroico"
L'attività professionale vera e propria poté iniziare solamente nel 1949 con la laurea in architettura di Osvaldo Piacentini e in ingegneria di Franco Valli. I primi anni della cooperativa a partire da questa data sono stati definiti da Franco Valli il "periodo eroico".
Mezzi economici molto limitati, amministrazione e organizzazione dell'azienda sostanzialmente carenti, assenza di collaboratori e dipendenti, costrinsero a portare avanti il duro lavoro di gruppo con l'esclusivo contributo dei soci, sorretto dal volontarismo e dall'entusiasmo, applicando in ogni fase del progetto un metodo basato su discussione e confronto su soluzioni alternative che venivano sottoposte al giudizio collettivo. Le molte notti passate al tecnigrafo, i notevoli sforzi lavorativi ed economici investiti nella partecipazione ai concorsi, le difficili lotte per l'affermazione del gruppo anziché dei singoli, la retribuzione ad ore, uguale per tutti e simile a quella degli operai edili, solo teorica e spesso, per scarsità di risorse, pagata in parte solo a chi ne aveva maggior bisogno, misero a dura prova la resistenza del "collettivo", ma nell'arco di cinque anni portarono la cooperativa alla notorietà in tutta Italia per le opere che riuscì a proporre e a realizzare.
Alla vivace dialettica interna, che si rivelò sempre costruttiva sui temi teorici e pratici della professione, corrisposero, nel campo della conduzione della società, discussioni e a volte contrasti accesi per i problemi interni dovuti alla inadeguatezza dei risultati economici rispetto ai successi professionali. Si dibatté sulla importanza e i modi per strutturare l’azienda in modo più stabile e meno volontaristico e ci furono contrasti su come conciliare l’impegno della cooperativa con il rapporto con le istituzioni (l’università e la politica) e le imprese. Questi contrasti portarono nel 1956 alla prima scissione del gruppo originario, con la fuoriuscita dalla cooperativa di due delle sue figure di maggior spicco: Eugenio Salvarani e Antonio Pastorini.
Dal punto di vista culturale nel corso degli anni fra il 1953 e il 1957 ci fu un forte impegno analitico, dialettico e di verifica fra l’architettura delle riviste e insegnata dai docenti universitari più aggiornati (che contrapponeva canoni “funzionalisti” o “razionalisti” a quelli “accademici” o “retorici” del periodo fascista e dei professori più tradizionalisti), e l’architettura pratica imparata in cantiere con le prime esperienze professionali. I giovani architetti e ingegneri cooperatori aderivano ai principi del funzionalismo nello sviluppo delle strutture, delle tipologie e dei caratteri distributivi ma, di fronte alle peculiarità locali e contingenti delle esigenze del costruire nel contesto italiano ed emiliano, non potevano fare a meno di criticarne i canoni estetici che giudicavano troppo rigidi. In particolare, a loro modo di vedere, si sacrificavano le funzioni dell’involucro (in particolare la protezione dalle intemperie e la durabilità) e il sapere costruttivo tradizionale delle maestranze (basato soprattutto sull’uso sapiente del mattone) sull’altare dei canoni estetici dell’international style (coperture piane, assenza di sporti, volumi parallelepipedi, facciate bianche senza decorazioni e quasi sempre intonacate per motivi economici).

### Dal 1952 al 1986
Il 1º gennaio del 1952 lo Studio cooperativo di costruzioni civili cambia nome in Cooperativa Architetti e Ingegneri di Reggio Emilia. Negli anni '70, arriva l'affermazione internazionale con la costruzione di ospedali e strutture alberghiere in Kenya e in Somalia e la vittoria di numerosi concorsi di architettura in Turchia, a Tenerife, in Algeria e Marocco.
A partire dagli anni '70 del '900, poiché altri professionisti in tutta Italia si riunirono in analoghe organizzazioni con denominazioni simili, è diventata consuetudinaria la ulteriore specificazione della ragione sociale in “Cooperativa Architetti e Ingegneri di Reggio Emilia”, spesso abbreviata nell'acronimo "CAIRE". Nel 1986 nascono all'interno di CAIRE due sezioni operative distinte: Urbanistica e Edilizia.

### Dagli anni '80 al nuovo Millennio
Alle porte degli anni '80 dopo trent'anni di presidenza l'ingegner Franco Valli, nel 1982 lascia il posto all'architetto Nanni Ferrari che vi resterà tale fino al 1999. Dopo alcuni anni dalla morte di Piacentini, uno dei padri fondatori, nel febbraio del 1993 viene fondato l'Archivio Osvaldo Piacentini., organizzazione no-profit di utilità sociale. Fondato con la partecipazione del Comune di Reggio Emilia  e dalla Provincia di Reggio Emilia ne fanno parte architetti, ingegneri, professori e critici. 
Tra il 1997 e il 2000 CAIRE si trasforma e nascono due costole CAIRE Urbanistica e CAIRE Progettazione, rispettivamente eredi delle sezioni urbanistica e edilizia. La società madre, CAIRE il 31 dicembre 2000 va in liquidazione. 

### Caire Oggi
Si giunge quindi alla situazione societaria odierna che vede una sola Cooperativa Architetti e Ingegneri di Reggio Emilia che opera con continuità aziendale dal 1947 a oggi con l'esatta denominazione: COOPERATIVA ARCHITETTI E INGEGNERI - PROGETTAZIONE - SOCIETA' COOPERATIVA (CAIREPRO S.c.) dedita alle seguenti attività: "Progettazione edilizia civile e industriale, progettazione e consulenza urbanistica e progettazione e consulenza energetica e impiantistica".
Nel 2017 la Cooperativa Architetti e Ingegneri compie 70 anni di storia e per l'occasione viene pubblicata la Monografia COSCIENZA VISIONE PROGETTO, La Cooperativa Architetti e Ingegneri di Reggio Emilia
Dal 2018 CAIREPRO S.c. inizia una nuova fase di internazionalizzazione che la porta a sviluppare progetti architettonici in Senegal nelle città di Dakar, Bambey e Ziguinchor e a Benjul in Gambia.

## Curiosità
Il celebre attore Romolo Valli, a cui oggi è intitolato il Teatro Municipale di Reggio Emilia, all'epoca studente, risulta firmatario dell'atto fondativo, al posto del fratello Franco Valli per motivi contingenti.